# Kamienica przy ul. Czeskiej 32 w Kłodzku
Kamienica przy ul. Czeskiej 32 w Kłodzku – pochodząca z około 1700 roku barokowa kamienica, położona w obrębie starówki.

## Historia
Budynek został wzniesiony około 1700 roku. Z wyjątkiem portalu z tego czasu elewacja została całkowicie przerobiona w 1869 roku. 
Decyzją wojewódzkiego konserwatora zabytków z dnia 3 października 2008 roku kamienica została wpisana do rejestru zabytków

## Architektura
Dom posiada cztery kondygnacje i pięć osi frontu. Parter budynku jest boniowany, z portalem zamkniętym łukiem koszowym. Kamienica posiada centralny ryzalit z płaskim trójkątnym tympanonem.

## Galeria

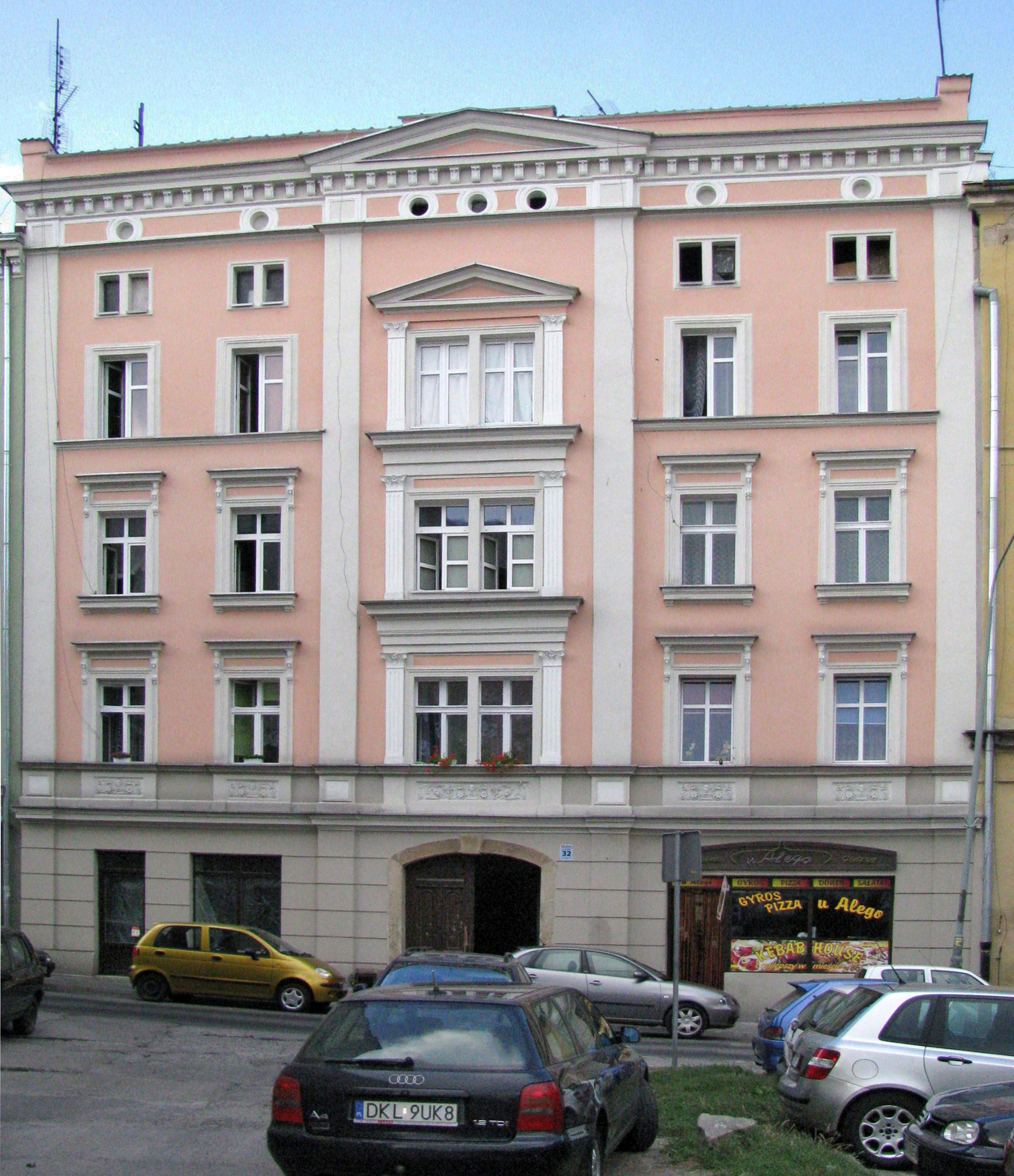
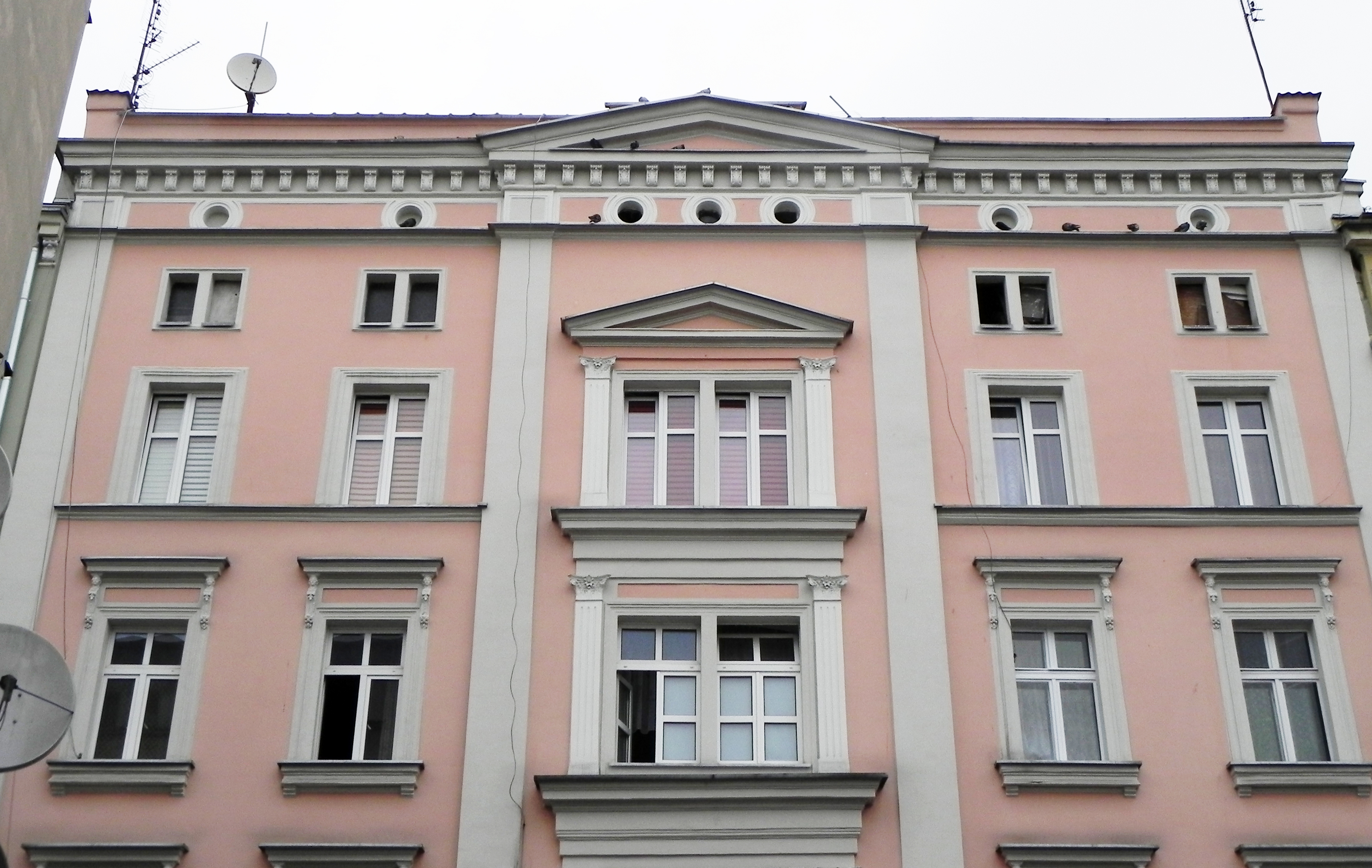
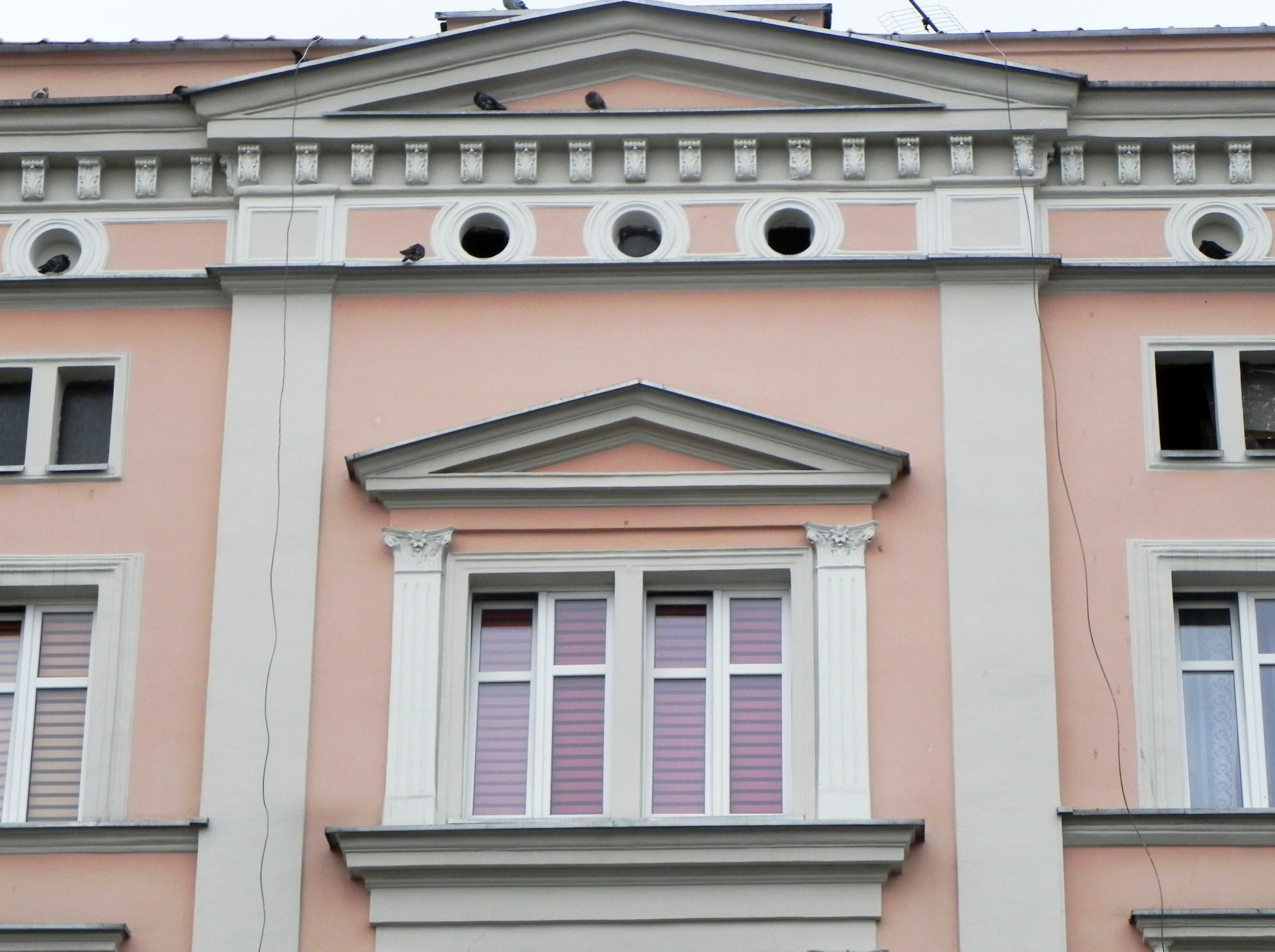
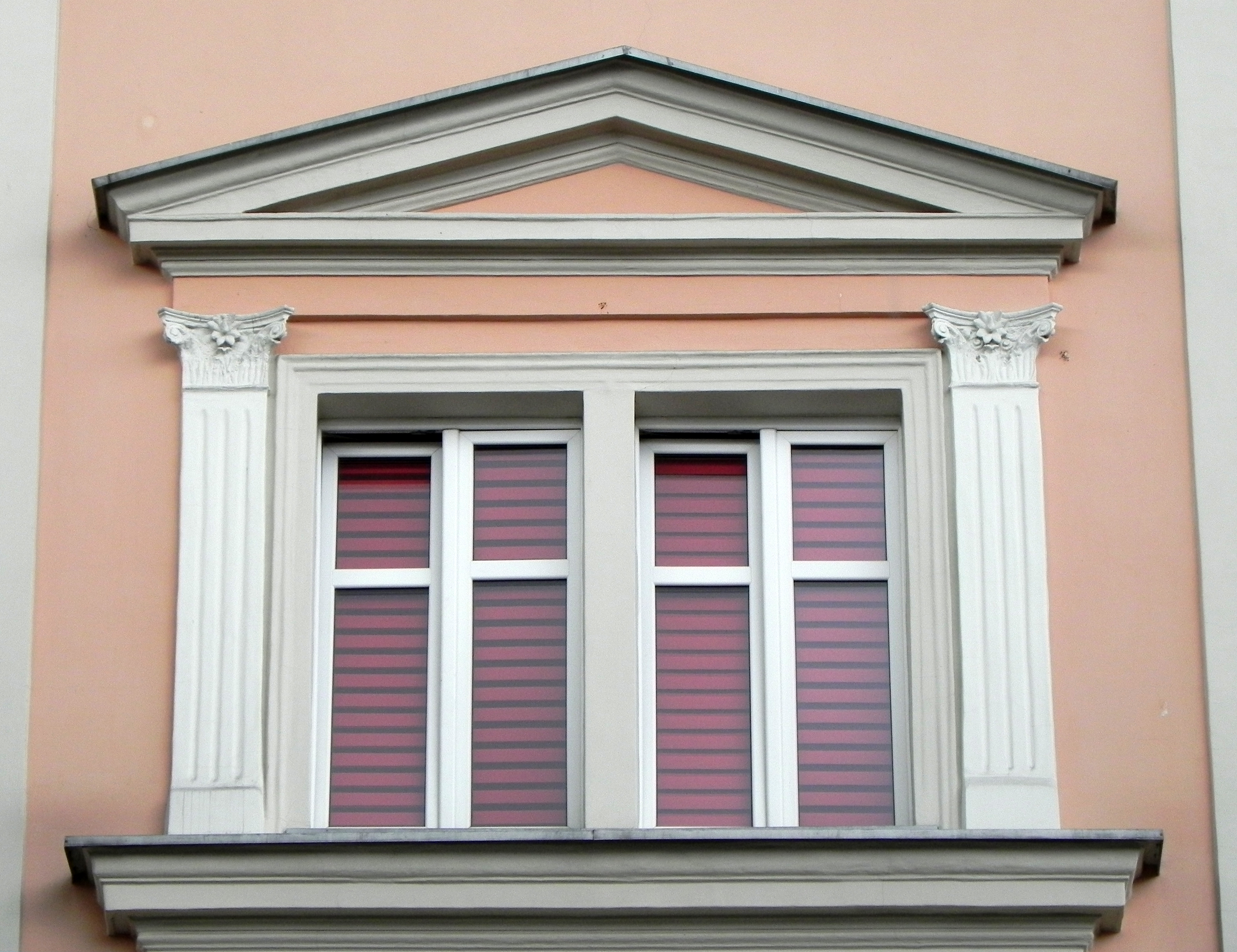
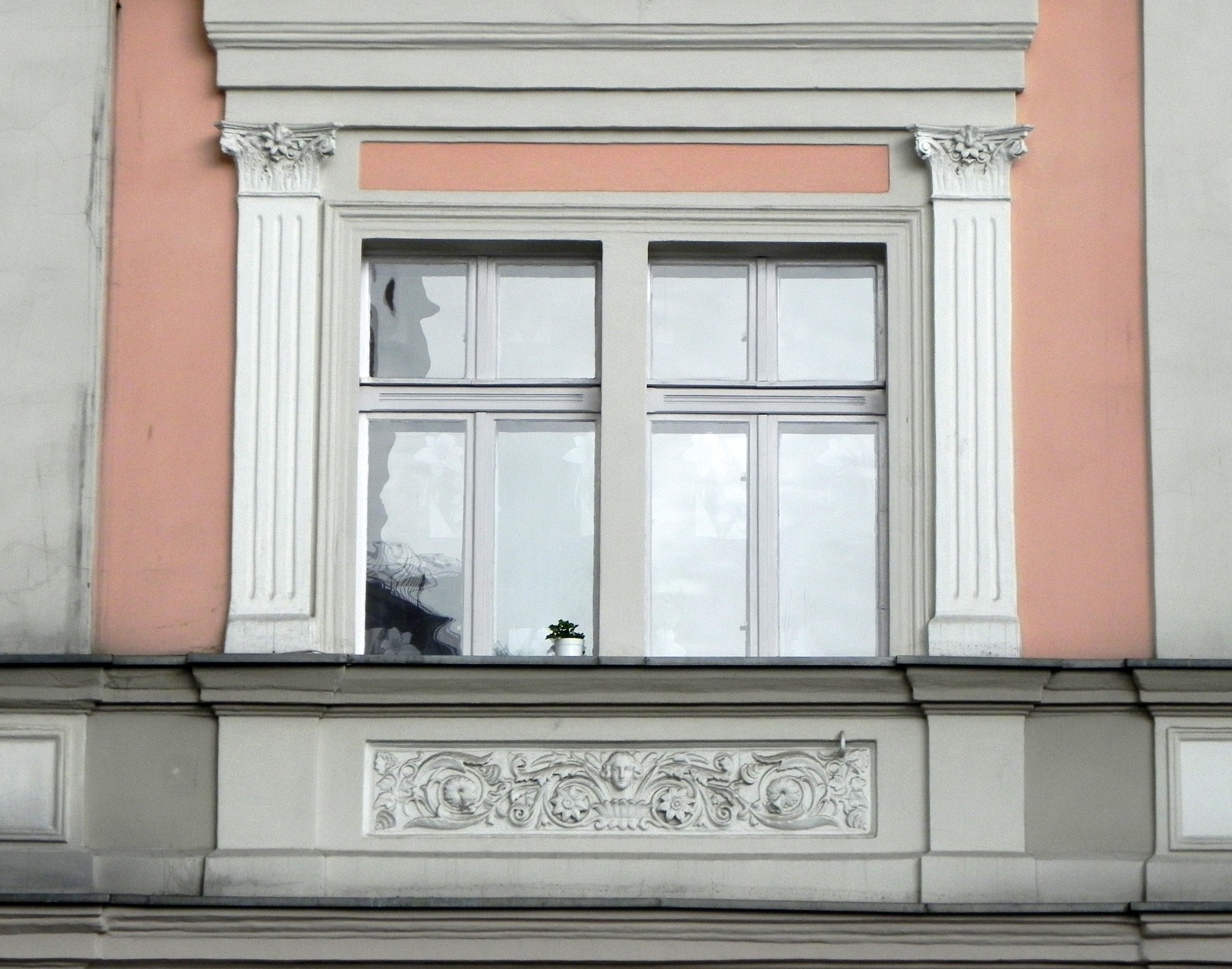
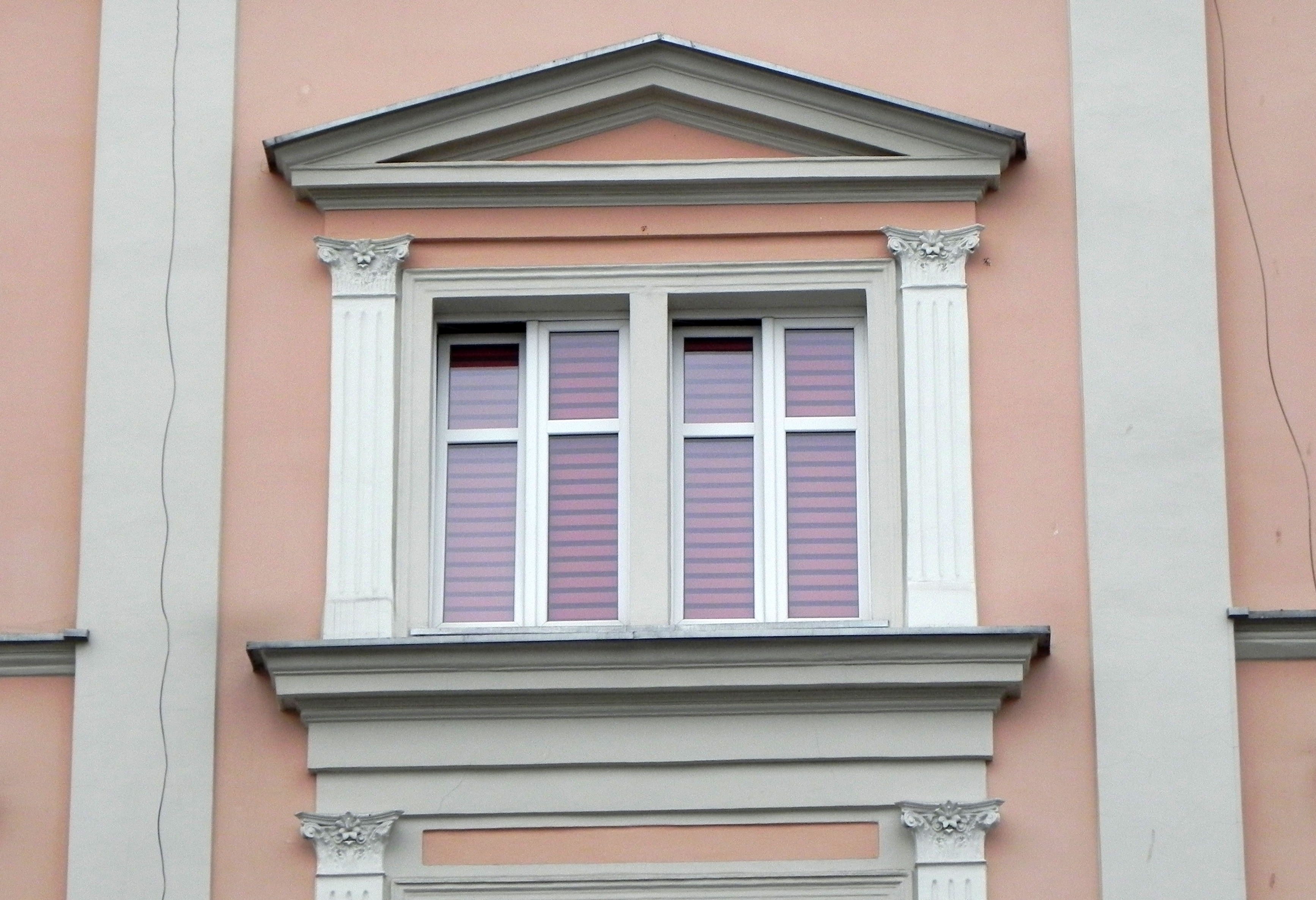
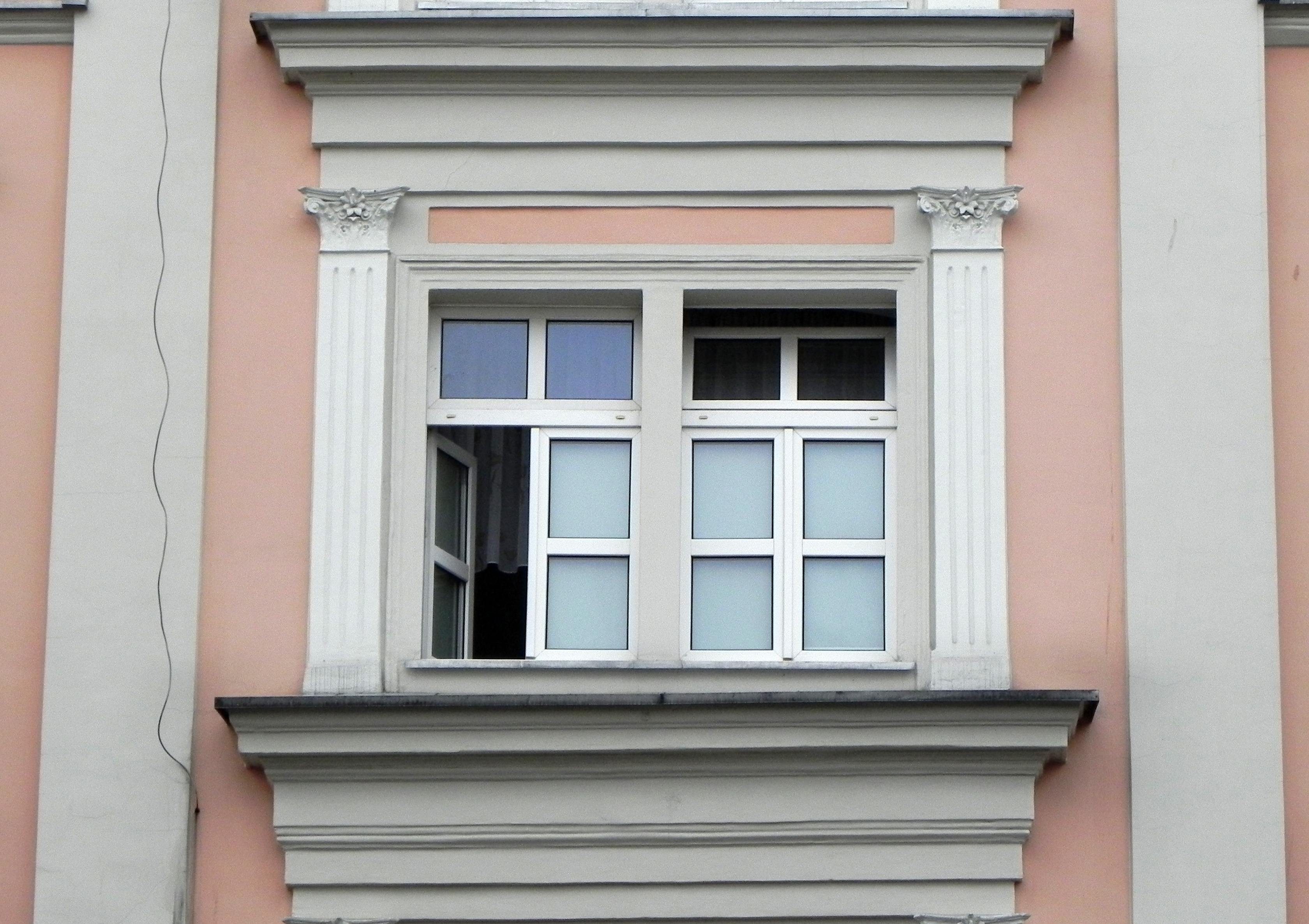
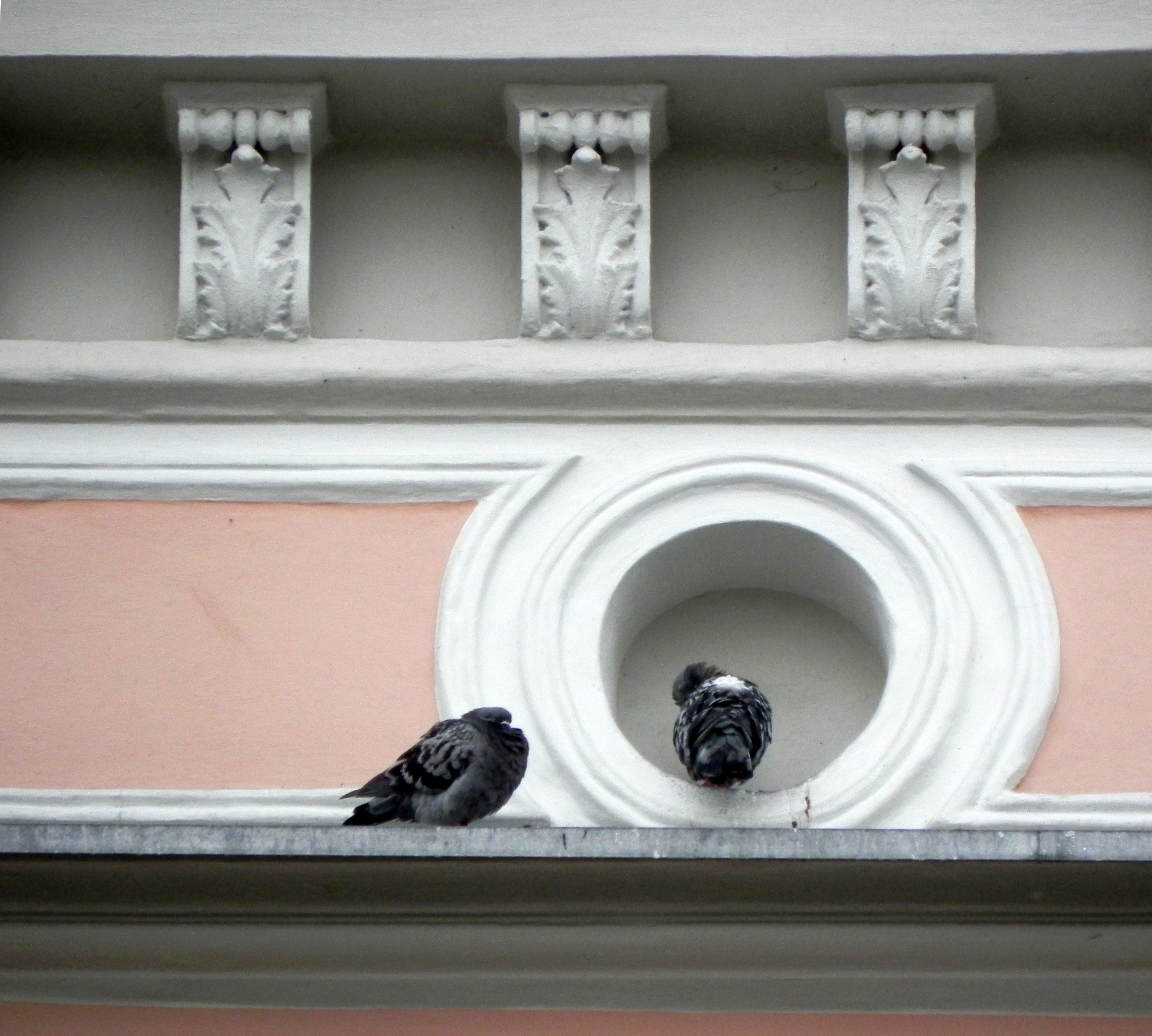
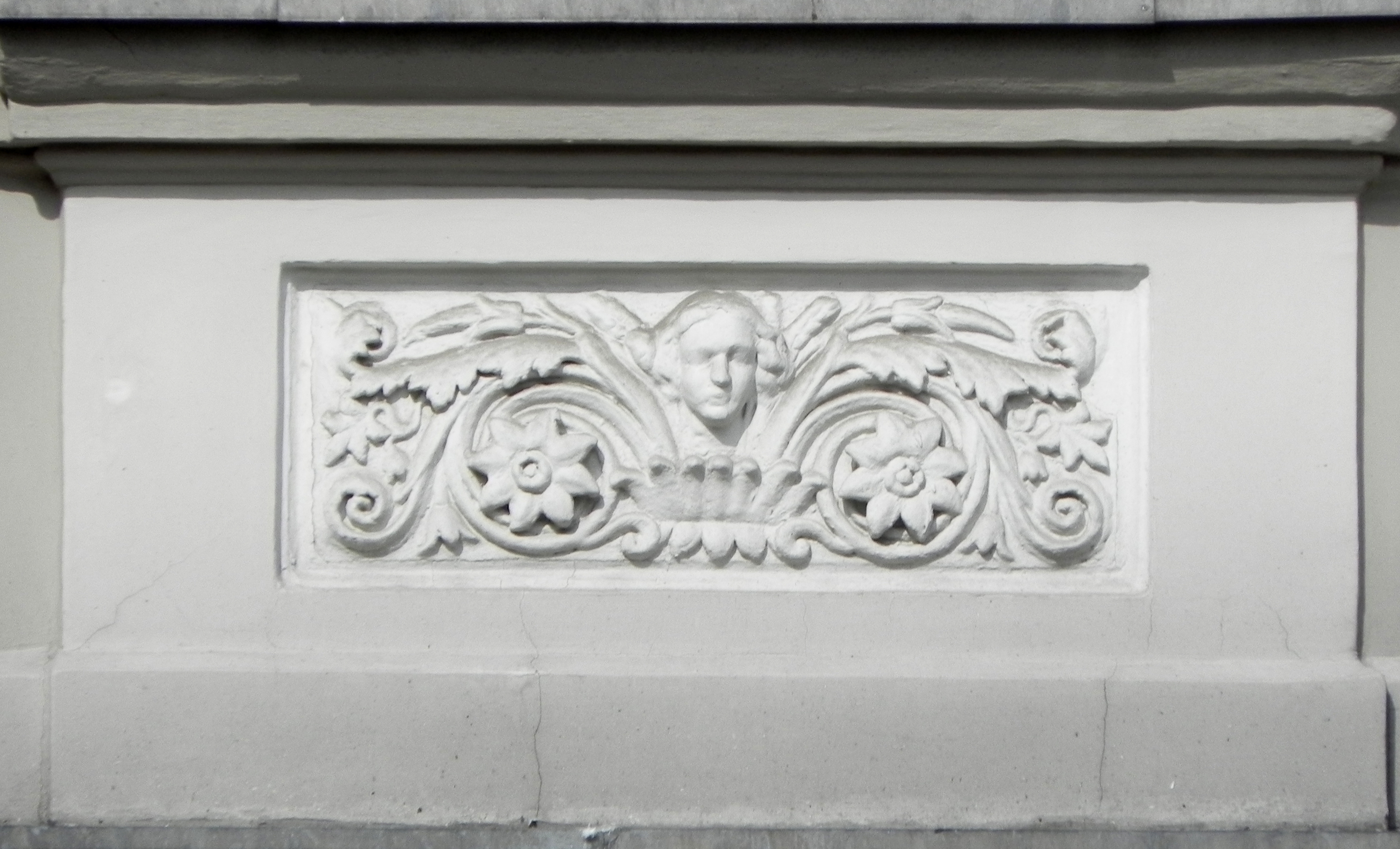
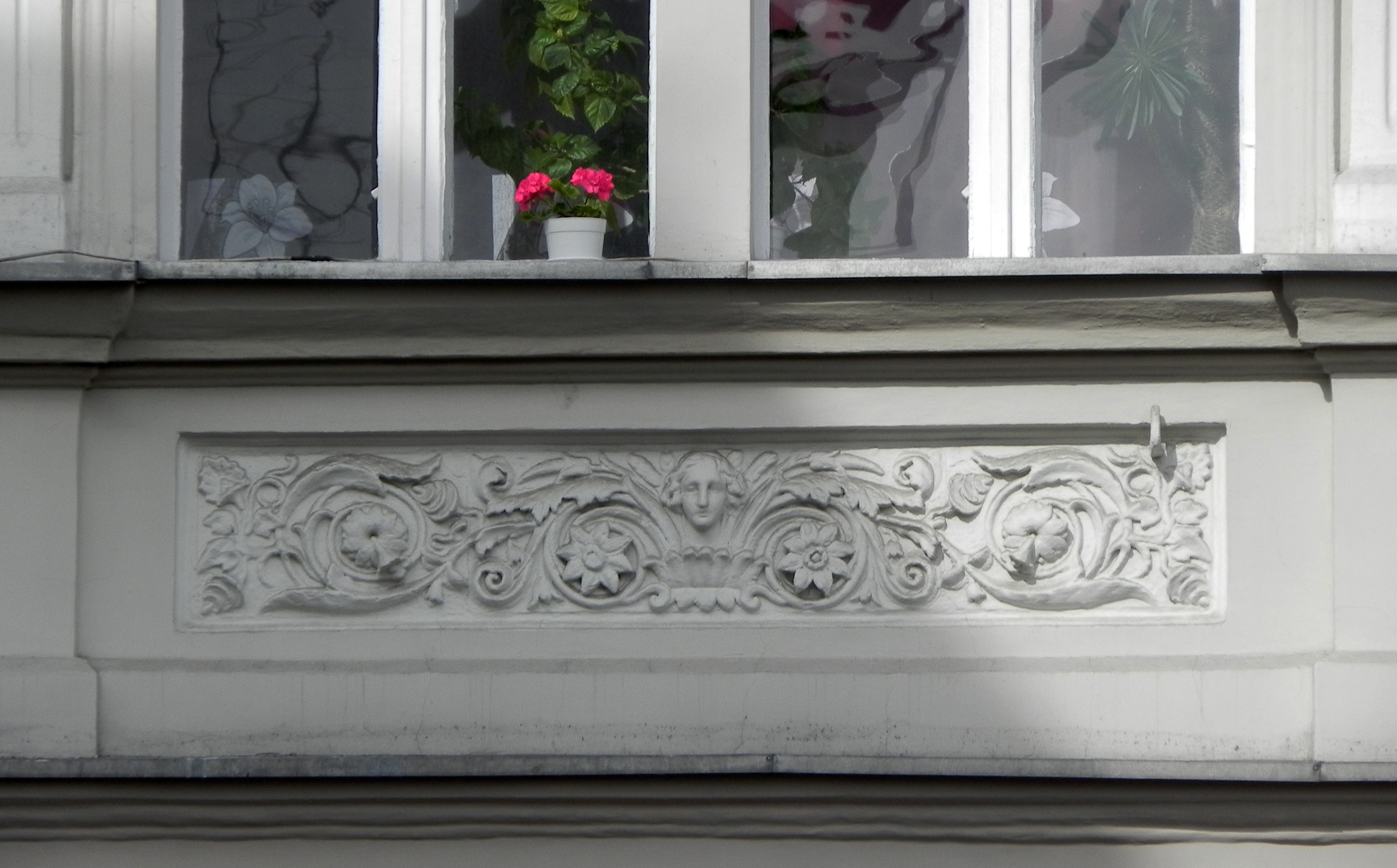
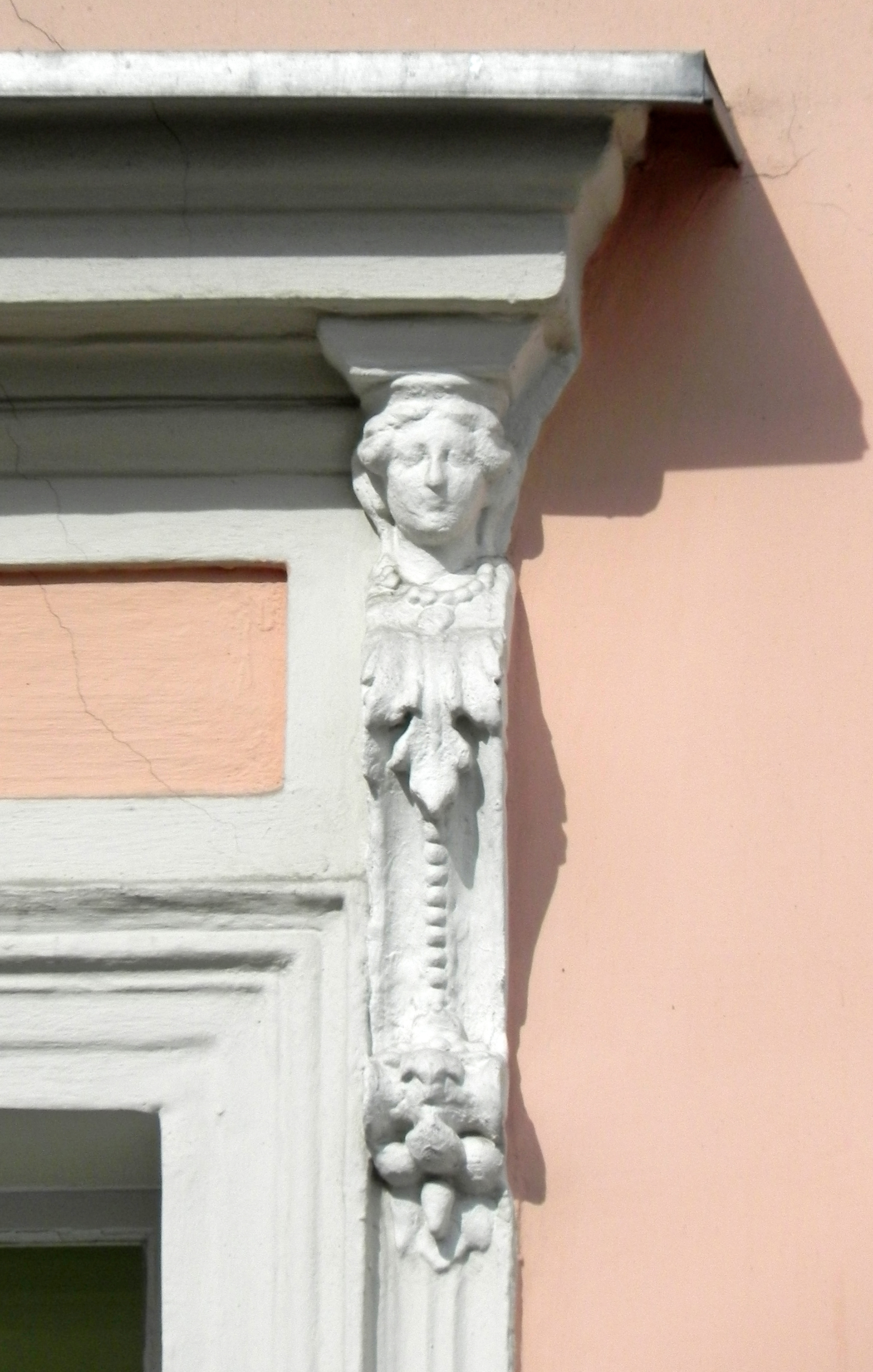
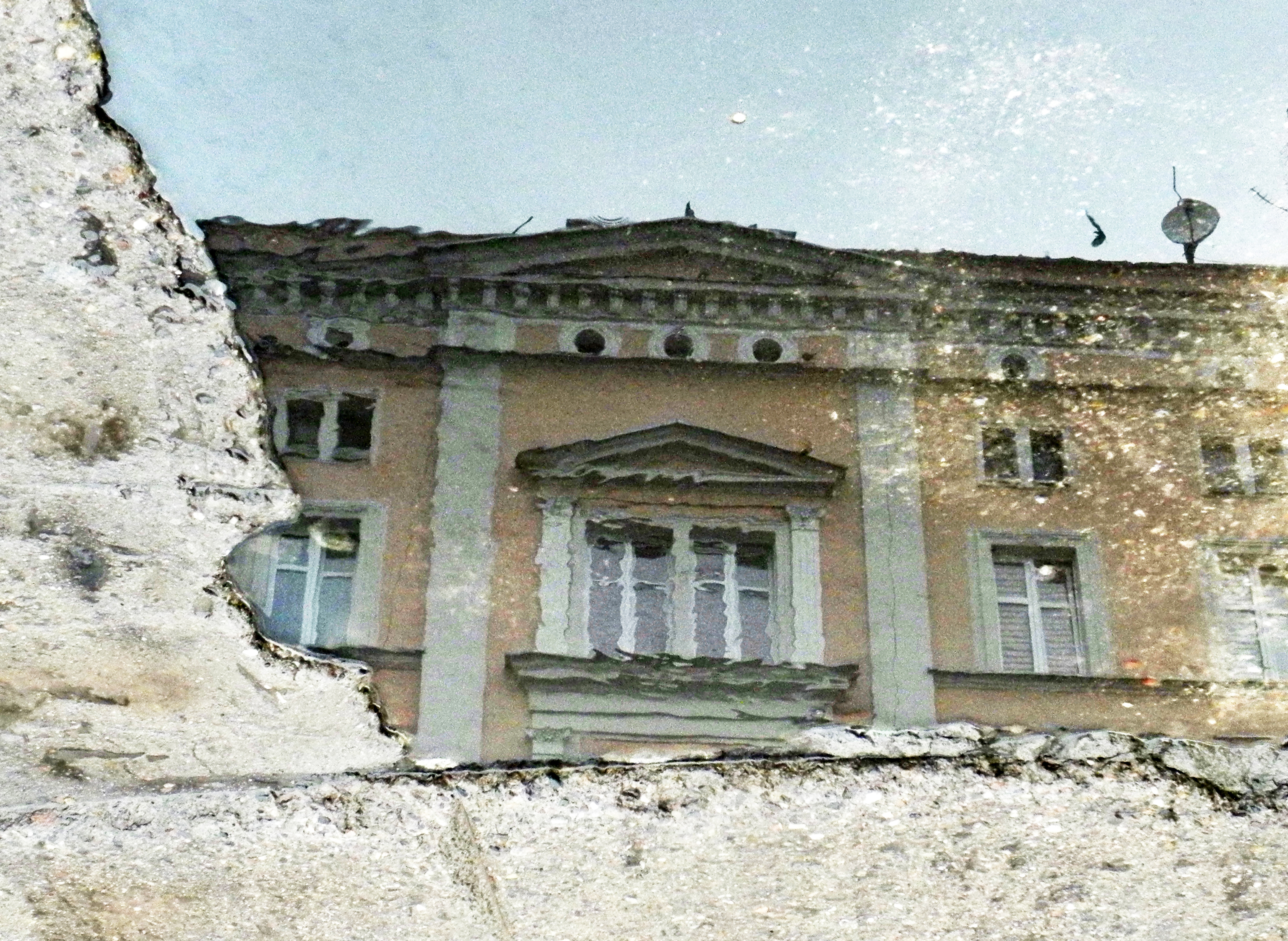